# Parafia Ducha Świętego w Grojcu
Parafia Ducha Świętego w Grojcu – parafia rzymskokatolicka należąca do dekanatu Babice archidiecezji krakowskiej w Grojcu.